# Бемстер
Бемстер (нід. Beemster; - [ˈbeːmstər] ( прослухати)) — колишній муніципалітет у нідерландській провінції Північна Голландія. На території муніципалітету розташований однойменний польдер, найстаріший польдер у Нідерландах, який 1999 року був внесений до списку Світової спадщини ЮНЕСКО. Також на території муніципалітету розташовані споруди ще одного об'єкту із списку ЮНЕСКО — системи оборонних споруд Амстердама, зокрема, форт Спейкербор.
Адміністративний центр — село Мідденбемстер. Муніципалітет Бемстер входить до Амстердамського регіону (нід. Stadsregio Amsterdam).
1 січня 2022 муніципалітет Бемстер скасовано, а його землі долучено до муніципалітету Пюрмеренда.

## Географія
Площа муніципалітету становить 72,07 км², з яких 1,49 км² становить водна поверхня.
Основними населеними пунктами муніципалітету є села Мідденбемстер, Нордбемстер, Вестбемстер і Зейдостбемстер, а ще присілки Галфвег (Halfweg), Клатербюрт (Klaterbuurt), Аренберг (Arenberg), Ассюммербюрт (Assummerbuurt), Де-Бліккен-Схел (De Blikken Schel), Де-Зевенгейшес (De Zevenhuisjes), Гет-Гук'є (Het Hoekje) та Горнсе-Кет (Hoornsche Keet).

## Історія
Топонім «Бемстер» походить від невеликої річки Баместра (Bamestra), яка колись протікала у цій місцевості.
Близько 800 року територія сучасного муніципалітету Бемстер була вкрита торф'яними родовищами. Інтенсивний видобуток торфу у 1150–1250 роках, часті шторми та повені призвели до того, що у XII столітті долина невеликої річки перетворилася на велике озеро (внутрішнє море), що сполучалося із затокою Зейдерзе.
На початку XVII століття навколо Амстердама сформувалася ціла система каналів і озер, найбільшим з яких було Бемстерське озеро. Через часті шторми, повені, ерозію така кількість водойм видавалася загрозою для мешканців міста. Окрім того, швидке зростання населення Амстердама вимагало збільшення земель, придатних для сільського господарства.
У 1607 році Штати Голландії та Західної Фрисландії надали право групі приватних інвесторів осушити Бемстерське озеро. Серед інвесторів були бургомістр Амстердама Кромхаут, його брат, чиновник із Гааги, кілька провідних купців, зокрема, Якоб Доллс з Амстердама, Хенрік і Дірк ван Ос із Антверпена. Інвестори домовилися між собою, що розмір грошового внеску буде пропорційним до частки землі, яку отримає окремий інвестор після створення польдеру. Так, один акр майбутнього польдеру коштував інвестору 247 гульденів, а загальний кошторис проєкту склав 1,6 млн гульденів (в сучасному еквіваленті — близько 21 млн євро).
Головним інженером проєкту став Ян Адріан Легватер (Jan Adriaan Leeghwater), точну мапу Бемстерського озера і околиць склав Пітер Корнелісзон Корт (Pieter Cornelisz Cort). Для осушення озера почали будувати 30 польдерних вітряків, проте вже незабаром їх кількість виросла до 43. Зрештою, для осушення озера було використано 50 вітряків.
До 1610 року роботи були практично завершені, проте через прорив дамби, яка відокремлювала озеро від Зейдерзе, воно наповнилося знову. Для осушення озера вирішили звести навколо озера ще одну дамбу близько метра заввишки. 19 травня 1612 року Бемстерське озеро було осушене і перетворилося на перший у Нідерландах польдер. Новоутворені землі розділили на прямокутні ділянки, розподілені між інвесторами. Тут почали вирощувати овочі для суден Голландської Ост-Індійської компанії, які здійснювала довгі морські переходи від Нідерландів до Ост-Індії. Родючість ґрунтів виявилася настільки високою, що проєкт створення польдеру Бемстер став на той час одним з найуспішніших — витрати інвесторів окупилися протягом одного року. Такий успіх стимулював подальше створення польдерів у Нідерландах.
Протягом наступних трьох століть 50 польдерних вітряків продовжували осушувати польдер Бемстер, і лише на початку XX століття їх замінили більш сучасні парові меліоративні споруди, у 1960-х роках замінені на електричні і дизельні. Сучасний польдер Бемстер поділений на більш ніж 50 часток, кожна з яких має свій рівень води.
У 1825 році південний обвідний канал став частиною Північноголландського каналу, який сполучає Амстердам із Північним морем.

## Політика
Управління муніципалітетом здійснюють муніципальна рада та бургомістр, при якому діє рада олдерменів.
Муніципальна рада складається з 13 депутатів, які обираються раз на чотири роки. Рада представляє у владній структурі муніципалітету законодавчу гілку влади. Також рада обирає олдерменів, які разом із бургомістром формують виконавчу гілку та займаються поточними питаннями муніципалітету.
Місця в раді розподілені поміж політичними партіями наступним чином:
| Партія                                  | 1982 | 1986 | 1990 | 1994 | 1998 | 2002 | 2006 | 2010 | 2014 |
| --------------------------------------- | ---- | ---- | ---- | ---- | ---- | ---- | ---- | ---- | ---- |
| Beemster Polder Partij (місцева партія) | 2    | 2    | 2    | 2    | 3    | 4    | 5    | 4    | 4    |
| Демократи 66                            | —    | —    | —    | 1    | —    | —    | —    | 3    | 3    |
| Партія праці                            | 3    | 4    | 4    | 3    | 4    | 4    | 3    | 2    | 2    |
| Народна партія за свободу і демократію  | 4    | 3    | 3    | 3    | 3    | 3    | 3    | 2    | 2    |
| Християнсько-демократичний заклик       | 4    | 4    | 4    | 4    | 3    | 2    | 2    | 2    | 2    |
| Усього                                  | 13   | 13   | 13   | 13   | 13   | 13   | 13   | 13   | 13   |

Посаду бургомістра муніципалітету Бемстер обіймає Джойс ван Бек (Joyce van Beek) з партії «Християнсько-демократичний заклик». Окрім функцій бургомістра, вона також виконує функцію олдермен-представника села Нордбемстер. Рада олдерменів складається із трьох осіб:
- Аг'є Земан (Aagje Zeeman) з партії «Християнсько-демократичний заклик», представляє Зейдостбемстер
- Дік Бюттер (Dick Butter) з «Народної партії за свободу і демократію», представляє Вестбемстер
- Ган Гефтінг (Han Hefting) з місцевої партії Beemster Polder Partij, представляє Мідденбемстер[6].

## Демографія
Станом на 2014 рік у муніципалітеті Бемстер мешкало 8 910 осіб, з яких чоловіків і жінок було порівну — по 4 455 осіб. За віком населення муніципалітету розподілено наступним чином:
- особи у віці до 15 років — 17%,
- особи у віці від 15 до 25 років — 11%,
- особи у віці від 25 до 45 років — 21%,
- особи у віці від 45 до 65 років — 32%,
- особи у віці старше 65 років — 19%.

Порівнюючи із загальнодержавними показниками, можна сказати, що в Бемстері населенні деякою мірою старіше, ніж в середньому по Нідерландах.
Приблизно 9% населення Бемстера становлять особи іноземного походження, це втричі менше, ніж у середньому по країні. Серед іноземців 6% становлять вихідці з інших європейських країн, 3% — особи неєвропейського походження.

## Видатні мешканці
- Маріус Ернстінг[nl] — нідерландський політик з партії «Зелені Ліві», народився у Бемстері.
- Арнольд Карскенс[nl] — нідерландський журналіст, воєнний кореспондент. Народився у Бемстері
- Бетьє Волфф[en] і Аг'є Декен[en] — нідерландські письменниці XVIII століття, мешкали у Мідденбемстері.
- Карел Фабріціус — нідерландський художник XVII століття, народився у Мідденбемстері.
- Кім ван Котен[en] — нідерландська акторка і сценарист, провела дитинство у Зейдостбемстері.
- Лотті Геллінгман[nl] — нідерландська акторка, народилася у Мідденбемстері.
- Геро Брінкман[en] — нідерландський політик, мешкає в Мідденбемстері.

## Транспорт
На сході муніципалітету пролягає автострада E22, що з'єднує північ провінції Північна Голландія із Пюрмерендом і Зандамом. На півночі і на півдні пролягають регіональні автошляхи N243 і N244 відповідно, які сполучають населені пункти Бемстера із сусідніми муніципалітетами.
Територією муніципалітету проходять наступні міжміські автобусні маршрути:
- № 128 (сполучає муніципалітети Горн і Коггенланд із Нордбемстером)[7];
- № 129 (в один бік — на Пюрмеренд, в інший — на Алкмар)[8];
- № 306 (сполучає Мідденбемстер із Пюрмерендом і Амстердамом)[9].

## Культура

### Музеї
У Бемстері діють три музеї:
- музей Бетьє Волфф (Мідденбемстер)
- аграрний музей Вестерхем (Мідденбемстер)
- Бемстерський дендрологічний парк (Зейдостбемстер)

### Пам'ятки
На території муніципалітету розташовано 90 національних пам'яток (66 — у Мідденбемстері, 15 — у Вестбемстері та 9 — у Нордбемстері), 9 пам'яток провінційного значення, більшість з яких — складові системи захисних укріплень Амстердама, та три воєнні меморіали.
З часів осушення Бемстерського озера і початку розвитку сільського господарства у Бемстері розташовується багато ферм і хуторів, більшість з яких зведені у XVI–XVIII століттях і мають статус національних пам'яток історії. Також цей регіон став популярним місцем серед заможних людей Амстердама, які зводили тут заміські садиби.

### Польдер Бемстер
Польдер, що виник на місці осушеного у 1609–1612 роках озера, став першим польдером у Нідерландах. Також це був перший у світі масштабний проєкт із зміни ландшафту. У проєкті польдеру використовувалися планувальні принципи античності та Відродження, зокрема, принцип «золотого перетину». Чіткі класичні лінії проєкту — сітка дренажних каналів і прокладена паралельно ній сітка доріг — вдало поєднуються з іншими елементами ландшафту: поселеннями, дамбами, полями тощо. У 1999 році польдер Бемстер внесли до списку об'єктів світової спадщини ЮНЕСКО як шедевр ландшафтного планування та інноваційний для свого часу об'єкт, який мав величезний вплив на розвиток меліорації в Європі. Обґрунтування напису таке:
- Критерій (i): Бемстерський польдер є шедевром творчого планування, в якому ідеали античності та епохи Відродження були застосовані до дизайну рекультивованого ландшафту.
- Критерій (ii): Інноваційний та інтелектуально творчий ландшафт Бемстерського польдеру мав глибокий і тривалий вплив на проєкти рекультивації в Європі та за її межами.
- Критерій (iv): Створення Бемстерського польдеру знаменує собою великий крок вперед у взаємозв'язку між людством і водою у вирішальний період соціальної та економічної експансії.

## Міста-побратими
- Студена[en] ( Чехія)